# Campeonato Catarinense Série B 2019
In 2019 werd het 33ste Campeonato Catarinense Série B gespeeld voor voetbalclubs uit Braziliaanse staat Santa Catarina. De competitie werd georganiseerd door de FCF en werd gespeeld van 2 juni tot 25 augustus. Almirante Barroso werd kampioen. 
Blumenau werd uitgesloten nadat ze twee keer w/o gegeven hadden. Deze club degradeerde dan ook.

## Eerste fase

### Eerste toernooi
| Plaats | Club                | Wed. | W | G | V | Saldo | Ptn.  |
| ------ | ------------------- | ---- | - | - | - | ----- | ----- |
| 1.     | Almirante Barroso   | 18   | 8 | 5 | 3 | 0     | 17:6  |
| 2.     | Juventus de Jaraguá | 14   | 8 | 4 | 2 | 2     | 11:7  |
| 3.     | Concórdia           | 12   | 8 | 3 | 3 | 2     | 12:9  |
| 4.     | Inter de Lages      | 11   | 8 | 3 | 2 | 3     | 10:13 |
| 5.     | Próspera            | 11   | 8 | 2 | 5 | 1     | 7:11  |
| 6.     | Fluminense          | 9    | 8 | 2 | 3 | 3     | 10:11 |
| 7.     | Guarani de Palhoça  | 8    | 8 | 2 | 2 | 4     | 7:11  |
| 8.     | Camboriú            | 6    | 8 | 1 | 3 | 4     | 7:12  |
| 9.     | Barra               | 5    | 8 | 0 | 5 | 3     | 9:12  |

|  | Geplaatst voor finale |

### Tweede toernooi
| Plaats | Club                | Wed. | W | G | V | Saldo | Ptn.  |
| ------ | ------------------- | ---- | - | - | - | ----- | ----- |
| 1.     | Concórdia           | 19   | 8 | 6 | 1 | 1     | 13:5  |
| 2.     | Juventus de Jaraguá | 16   | 8 | 5 | 1 | 2     | 9:9   |
| 3.     | Camboriú            | 14   | 8 | 4 | 2 | 2     | 14:10 |
| 4.     | Almirante Barroso   | 13   | 8 | 4 | 1 | 3     | 7:7   |
| 5.     | Barra               | 11   | 8 | 3 | 2 | 3     | 8:8   |
| 6.     | Fluminense          | 10   | 8 | 3 | 1 | 4     | 11:9  |
| 7.     | Inter de Lages      | 10   | 8 | 3 | 1 | 4     | 10:10 |
| 8.     | Guarani de Palhoça  | 7    | 8 | 2 | 1 | 5     | 5:10  |
| 9.     | Próspera            | 2    | 8 | 0 | 2 | 6     | 2:10  |

|  | Geplaatst voor finale |

### Totaalstand
| Plaats | Club                    | Wed. | W | G | V | Saldo | Ptn. |
| ------ | ----------------------- | ---- | - | - | - | ----- | ---- |
| 1.     | Concórdia               | 16   | 9 | 4 | 3 | 25:14 | 31   |
| 2.     | Almirante Barroso       | 16   | 9 | 4 | 3 | 24:13 | 31   |
| 3.     | Juventus de Jaraguá (1) | 16   | 9 | 3 | 4 | 20:16 | 30   |
| 4.     | Inter de Lages          | 16   | 6 | 3 | 7 | 20:22 | 21   |
| 5.     | Camboriú                | 16   | 5 | 5 | 6 | 21:22 | 20   |
| 6.     | Fluminense              | 16   | 5 | 4 | 7 | 21:20 | 19   |
| 7.     | Barra                   | 16   | 3 | 7 | 6 | 17:20 | 16   |
| 8.     | Guarani de Palhoça      | 16   | 4 | 3 | 9 | 12:21 | 15   |
| 9.     | Próspera                | 16   | 2 | 7 | 7 | 9:21  | 13   |

(1): Almirante Barroso verzaakte aan promotie naar de Série A waardoor Juventus deze aangeboden kreeg. 
|  | Finale + promotie naar Série A |

## Finale
Heen
|                   |                   |       |              |                                        |
| 21 augustus 19:30 | Almirante Barroso | 1 – 1 | Concórdia    | Camilo Mussi, Itajaí Toeschouwers: 161 |
| 21 augustus 19:30 | Diego 45+7'       |       | 45+2' Cléber | Camilo Mussi, Itajaí Toeschouwers: 161 |

| Almirante Barroso | Concórdia |

Terug
|                   |           |       |                   |                                                         |
| 25 augustus 15:00 | Concórdia | 1 – 2 | Almirante Barroso | Domingos Machado de Lima, Concórdia Toeschouwers: 1.934 |
| 25 augustus 15:00 | Tiago 73' |       | 25', 90+5' Igor   | Domingos Machado de Lima, Concórdia Toeschouwers: 1.934 |

| Concórdia | Almirante Barroso |

### Kampioen
| Campeonato Catarinense de 2019 - Série B |
| Santa Catarina                           |
| ---------------------------------------- |
| ALMIRANTE BARROSO Kampioen (2° titel)    |